# 선악
종교, 윤리학, 철학, 심리학에서 "선과 악" (善惡)은 매우 일반적인 이분법이다. 마니교와 아브라함의 종교적 영향력을 가진 문화에서, 악은 일반적으로 선과는 이원적 대립적 반대론으로 인식되며, 선은 이겨야 하고 악은 져야 한다. 불교의 영적 영향을 가진 문화권에서, 선악은 상반된 원칙이지만 실재하지 않으므로, 이중성을 비우고, 일치 시키는 인식의 감각으로, 공을 달성함으로써 극복해야 하는 길항적 이원성의 일부로 인식된다.
일반적으로 악은 선으로 묘사된 것의 부재 또는 반대이다. 종종 악은 심오한 부도덕을 나타내는 데 쓰인다. 일부 종교적 맥락에서, 악은 초자연적인 힘으로 묘사되었다. 악의 정의는 동기의 분석과 마찬가지로 다양하다. 그러나 일반적으로 악과 관련된 요소는 편의성, 이기심, 무지 또는 방임과 관련된 불균형 행동과 관련이 있다.
선과 악에 관한 현대 철학적 질문은 연구의 세 가지 주요 영역으로 분류된다: 선과 악의 본질에 관한 초윤리학, 우리가 어떻게 행동해야 하는지에 관한 규범 윤리학, 특정 도덕 문제에 관한 응용 윤리학.

## 같이 보기
- 아디아포라
- 아크라시아
- 반동인물
- 대적
- 가치론
- 악의 평범성
- 공동선
- 윤리학
- 선의 이데아 (플라톤)
- 차등 절대주의
- 귀납
- 윤리적 딜레마
- 도덕적 악
- 도덕적 사실주의
- 자연악
- 비물리적 실체
- 선과 악의 객관론
- 이력학
- 사이코패스
- 지킬 박사와 하이드 씨
- 최고선
- 신정론
- 신정론과 성경
- 선악을 알리는 나무
- 가치론
- 악당
- 복리주의